# Vízilófélék

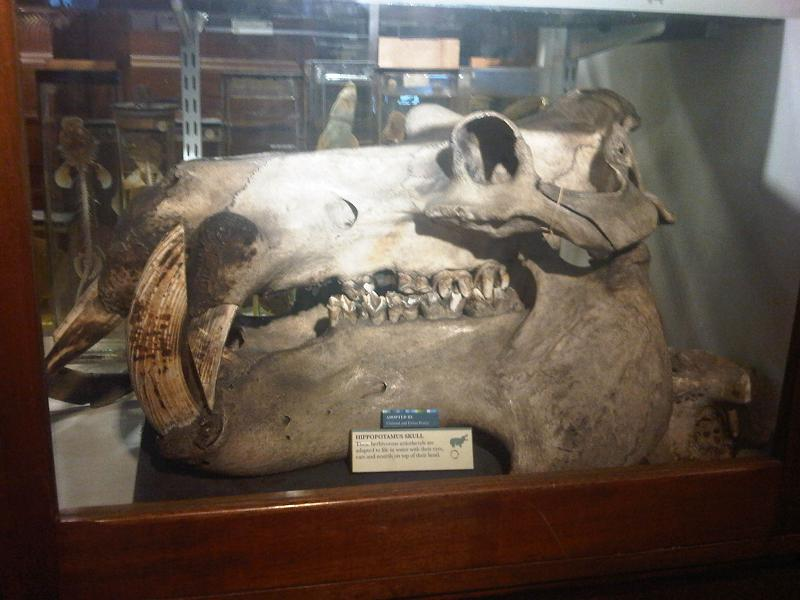
A nílusi víziló koponyája egy londoni múzeumban

A vízilófélék (Hippopotamidae) az emlősök (Mammalia) osztályának párosujjú patások (Artiodactyla) rendjébe, ezen belül a Whippomorpha alrendjébe tartozó család.
A családba 5 recens faj tartozik.
Korábban (pl. Dudich−Loksa-rendszer, Urania Állatvilág) a csoportot a párosujjú patásokon (Artiodactylia) belül a disznóalakúak (Suiformes) alrendjébe sorolták, addig az újabb kutatások szerint nem a disznófélék (Suidae) rokonai, hanem sokkal közelebb állnak a cetekhez (Cetacea). Vagyis a cetek nem egy teljesen elkülönült csoportként jelentkezik az emlősök törzsfáján, hanem a párosujjú patások közé ékelődik, mely közös őstől ered a vízilovakkal, vagyis a két csoport egyetlen egységbe, kládba vonható össze. A vízilovak legközelebbi rokonai a fosszilis Anthracotheriidae család tagjai, amelyekkel parafiletikus csoportot alkotnak; azaz a csoport tagjai visszavezethetők egy közös ősre, viszont a csoport maga nem tartalmazza annak a bizonyos legközelebbi közös ősnek az összes leszármazottját.

## Testfelépítésük
A vízilovak nehéz testű, rövid végtagú, erőteljes koponyájú párosujjú patások. Mind a mellső, mind a hátsó végtagon 4 ujjuk van, és mind a négy érinti a talajt. Lábuk hatalmas testükhöz képest kicsi, ennek ellenére a szárazföldön is gyors mozgásra képesek, akár hosszabb távon futni is. Koponyájuk nagy, masszív alsó és felső állcsonttal. A szájüregben az alsó szemfogak különösen fejlettek, szinte agyarszerűek. A hímek gyakran használják ezeket vetélkedéskor, és komoly sebeket tudnak vele egymáson ejteni. A vízilovak fogaiknak számozása a következő: {\displaystyle {\tfrac {2-3.1.4.3}{1-3.1.4.3}}}. Növényevő állatok, általában a vízben tartózkodnak, de legelni kijárnak a szárazföldre. Gyomruk igen nagy, 3 szakaszra tagolódik, bélcsövük is nagyon hosszú. Bőrük rendkívül vastag, szőrtelen, igen érzékeny a kiszáradásra, így nagyon sokat tartózkodnak a vízben. Ha a szárazföldön vannak a bőrük nyálkát termel, mely védi őket a kiszáradástól, a bőr repedezésétől. A vízilovak a párosujjú patások egyetlen kimondottan kétéltű életmódot folytató csoportja (amfibiotikus szervezetek). Csak táplálkozni járnak ki a vízből, kicsinyeiket is a vízben szülik meg, és a szoptatás is ott történik.

## Rendszerezés
Az itteni rendszerezés a 2005-ben összeállított Boisserie-féle rendszerezésen alapul:
- †Trilobophorous Geze, 1985

- Hippopotaminae Gray, 1821
  - †Archaeopotamus Boisserie, 2005
  - Choeropsis Leidy, 1853
  - †Hexaprotodon Falconer & Cautley, 1836
  - Hippopotamus Linnaeus, 1758
  - †Saotherium Boisserie, 2005

- †Kenyapotaminae (Pickford, 1983)
  - †Kenyapotamus Pickford, 1983[8]
  - †Palaeopotamus